# Ficus subtriplinervia
Ficus subtriplinervia är en mullbärsväxtart som beskrevs av Carl Friedrich Philipp von Martius. Ficus subtriplinervia ingår i släktet fikonsläktet, och familjen mullbärsväxter. Inga underarter finns listade i Catalogue of Life.